# María Mercedes
A María Mercedes 1992 és 1993 között vetített mexikói teleregény, amelyet Inés Rodena alkotott. A főbb szerepekben Thalía, Arturo Peniche, Carmen Salinas, Laura Zapata és Gabriela Goldsmith. A „María-trilógia” első része; az 1978-as Rina című filmsorozat újrafeldolgozása. Az első igazán nagy sikerű filmszerep az énekes-színésznő karrierjében.
Mexikóban 1992. szeptember 14-én a El Canal de las Estrellas, Magyarországon RTL Klub 2001-ben.

## Ismertető
A szegény és ártatlan María Mercedesnek egyedül kell ellátnia a családját. Az apja alkoholista, az anyja pedig elhagyta őket, amikor María Mercedes még kislány volt (bár María Mercedes mindig gondol rá). Lottóárusként megtesz mindent, amit kell, hogy étel kerülhessen a család asztalára és tető a fejük felé, akármilyen hálátlanok is. Santiago del Olmo rettentően gazdag, és a város leggazdagabb negyedében van villája. Bár haldoklik, nem tud megbékélni, tudva, hogy kegyetlen és pénzéhes sógornője, Malvina lesz az egyetlen örököse. Egy nap Santiago a kertjében van, amikor észreveszi Mechét. Egy lánykérés, egy esküvő, egy végrendelet és az őrült Malvina bosszúálló terve mindenki életét a feje tetejére állítja a del Olmo házban – különösen Jorge Luisét, Malvina szenvedő fiáét, akibe Meche beleszeret.

## Szereplők
| Szereplő                                          | Színész               | Magyar hang                                         |
| ------------------------------------------------- | --------------------- | --------------------------------------------------- |
| María Mercedes "Meche" Muñoz González de Del Olmo | Thalía                | Kiss Virág                                          |
| Jorge Luis del Olmo Morantes                      | Arturo Peniche        | Holl Nándor                                         |
| Malvina Morantes vda. de del Olmo                 | Laura Zapata          | Andresz Kati                                        |
| María Magnolia González de Mancilla               | Gabriela Goldsmith    | Molnár Zsuzsa                                       |
| Digna del Olmo Morantes                           | Carmen Amezcua        | Földesi Judit                                       |
| Filogonia "Doña Filo"                             | Carmen Salinas        | Bókai Mária                                         |
| Mística Casagrande de Ordóñez                     | Nicky Mondellini      | Oláh Orsolya                                        |
| Santiago del Olmo                                 | Fernando Ciangherotti | Kőszegi Ákos                                        |
| Cordelio Cordero Manso                            | Roberto Ballesteros   | Varga T. József                                     |
| Manuel Muñoz                                      | Luis Uribe            | Barbinek Péter                                      |
| Chicho                                            | Fernando Colunga      | Lux Ádám                                            |
| Rosario Muñoz González                            | Karla Álvarez         | Dögei Éva                                           |
| Doña Chonita                                      | Meche Barba           | Szabó Éva                                           |
| Rodolfo Mancilla                                  | Jaime Moreno Gálvez   | Rosta Sándor                                        |
| Guillermo "Memo" Múñoz González                   | Enrique Marine        | Szokol Péter                                        |
| Diana San Román                                   | Sylvia Campos         | Mezei Kitty                                         |
| Paz Casagrande                                    | Irlanda Mora          | Hirling Judit (1. hang) Farkasinszky Edit (2. hang) |
| Ricardo Macilla                                   | Rafael del Villar     | F. Nagy Zoltán                                      |
| Carlos Urbina                                     | Ari Telch             | Cs. Németh Lajos                                    |

### Magyar változat
- Főcím: Bordi András
- Magyar szöveg: Kürtös Annamária, Szabó Katalin
- Hangmérnök: Zsebényi Béla
- Vágó: Kovács Jutka
- Gyártásvezető: Nagy Zoltán
- Szinkronrendező: Zala Kálmán

A szinkront a Hang-Kép Szinkroncsoport készítette.

## Új változat
A telenovella új, 2004-es változata az Inocente de ti („Te ártatlan”; magyar címe: A liliomlány) a Viasat 3 kereskedelmi csatornán volt látható. Érdekessége, hogy Karla Álvarez a María Mercedesben és A liliomlányban egyaránt szerepet kapott, illetve, hogy A liliomlány főszereplője Thalía unokahúga, Camila Sodi.